# Strubellia
Strubellia is een geslacht van weekdieren uit de klasse van de Gastropoda (slakken).

## Soorten
- Strubellia paradoxa (Strubell, 1892)
- Strubellia wawrai Brenzinger, Neusser, Jörger & Schrödl, 2011